# .cat
.cat – domena internetowa typu funkcjonalnego przeznaczona dla katalońskiej wspólnoty językowej i kulturowej.

## Historia
Zarówno osoby prywatne, jak i instytucje publiczne Katalonii wykazywały niechęć do korzystania z hiszpańskiej domeny .es (czy też .fr w Katalonii Północnej). Przykładowo rząd, parlament i policja Katalonii używały adresów z domeny .net.
Od 1996 katalońska organizacja Associació en Defensa del Domini .ct (Stowarzyszenie w Obronie Domeny .ct) domagała się stworzenia dla Katalonii domeny krajowej .ct. Na podstawie ustawy parlamentu Katalonii, rząd kataloński wystąpił do Międzynarodowej Organizacji Normalizacyjnej (ISO) z żądaniem przydziału kodu ct w normie ISO 3166. Zostało ono jednak odrzucone, gdyż Hiszpania argumentowała, że Katalonia stanowi jej integralną część.
W 2001 założona została Associació puntCAT (Stowarzyszenie kropkaCAT). Jej pomysłodawcy uznali, że łatwiej będzie zarejestrować domenę funkcjonalną typu sponsorowanego. Dodatkowym argumentem była możliwość objęcia taką domeną wszystkich krajów katalońskich. Wniosek do ICANN został złożony w 2004. Założono w nim, że domena będzie powiązana z językiem katalońskim. Rząd hiszpański ponownie zaczął przeciwdziałać rejestracji, jednak wkrótce nastąpiła jego zmiana. Nowy, socjalistyczny rząd zgodził się poprzeć starania o domenę .cat, podobnie uczynił rząd Andory. Dzięki temu wniosek został zaakceptowany w 2005.

## Administracja
Sponsorem domeny ustanowiona została Fundació puntCAT, której fundatorami są między innymi Institut d’Estudis Catalans, Corporació Catalana de Ràdio i Televisió i kataloński oddział Internet Society. Podstawowy serwer nazw znajduje się w Centre de Supercomputació de Catalunya. Rejestracja domen realizowana jest przez niezależne organizacje upoważnione przez ICANN.
W pierwszym okresie, od 13 lutego 2006, rejestrowane były domeny organizacji, których statutowym obowiązkiem jest promocja języka katalońskiego, w następnym okresie – organizacji posiadających już strony w języku katalońskim oraz osób i organizacji, które wsparły kampanię Associació puntCAT.
Od 23 kwietnia 2006 rejestracja jest otwarta dla każdej osoby fizycznej lub prawnej, która spełnia przynajmniej jeden z warunków określonych w Karcie domeny .CAT (.CAT Charter), stanowiącej załącznik do umowy między ICANN i Fundació puntCAT:
1. używa języka katalońskiego do komunikacji w sieci,
2. zajmuje się promocją kultury katalońskiej,
3. kieruje swój przekaz konkretnie do katalońskiej wspólnoty językowej i kulturowej.